# 篠原美紀
篠原 美紀（しのはら みき、1989年2月27日 - ）は、日本の女優。Sugar&Spiceに所属していた。東京都出身。タレントの篠原麻里は実姉

## 出演

### テレビ番組
- 歌い込み音楽隊（TBS　フィンガーファイブバックダンサー）
- 相撲部屋対抗歌合戦（フジテレビ）
- ふたりのビッグショー 尾藤イサオ・木の実ナナ（木の実ナナ 幼少期役として出演)
- 天才てれびくん（NHK教育テレビ）
  - ポコ・ア・ポコ（1995年度バックダンサー）
  - 個人面談（てれび戦士 篠原麻里の妹として出演）
- フルーツサンデー（1997年4月13日 - 2001年3月23日、NHK BS2） - ミキ役
- 歌い込み音楽隊（TBS 西城秀樹バックダンサー）
- NHK紅白歌合戦（NHK 森高千里バックダンサー)
- デザートランド（BSi)「Love＆Dream～あなたには見えますか」メイン歌唱
- 第31回日本賞 「share the world～こころつないで～」歌唱・ボディーランゲージ
- 金スマ（2021年６月18日、TBS）-おいでやすこが小田妻役（再現ドラマ）

### テレビドラマ
・「 平成夫婦茶碗」日本テレビ　 エンディングに出演（ダンサー）
・「やりすぎ都市伝説　THEドラマ」第10話「座敷童子」（paravi配信、2021年5月4日、テレビ東京）-姉役
・「女の戦争〜バチェラー殺人事件〜」第１話、第５話（paravi先行配信、2021年7月3日、テレビ東京）-志倉若菜母役
・NTV「ブラッシュアップライフ」第4話 文学部学生役

### 映画
・「KAPPEI カッペイ」（2022年3月18日、東宝）-主婦役

### 舞台
- フルーツサンデーファミリーコンサート（1997年）
- 小椋佳企画 アルゴミュージカル 「スタート!」（2001年）主演　奈津美役
- 池坊デモンストレーション（2001年）
- 音楽劇「風の子ふう」コスモ石油子供のためのコンサート (小椋佳：脚色/青木泰子：原作）（2002年03月）
- 小椋佳企画 アルゴミュージカル「スタート！」（2002年）再演
- 小椋佳企画 アルゴミュージカル 「ユー・ガット・ア・フレンド」（2004年）主演　ユキ役
- 愛・地球博（愛知万博） MC・「shere the world～こころつないで～」歌唱・ボディランゲージパフォーマンス（2005年）
- ぼっこの会 語り芝居 「青と緑と茶色のおはなし」妖麗な少女役（2011年）
- 映像シンポジウムにおけるスペシャルライブステージ 「臨場感あふれるリアル・ライブ空間の創生～照明・映像・多視点裸眼立体コンテンツの可能性～」
- 一般社団法人日本ジャズダンス芸術協会主催 特別公演「Legend Of Jazz」（2011年）ダンサー
- 一般社団法人日本ジャズダンス芸術協会主催 特別公演「So all that jazz!」第一部　ヒロイン役（2014年）
- 一般社団法人日本ジャズダンス芸術協会主催 特別公演「Challenge of jazz!」（2018年）ダンサー
- 一般社団法人日本ジャズダンス芸術協会主催 特別講演「The Infinity」(2022年) ダンサー

### CM
- 東京電力・TEPCO地球館
- 富士ガリバー王国
- ALSOK 「なにできる？篇」

### その他
- 2005年日本国際博覧会（愛知万博）テーマソング「シェア・ザ・ワールド」
- Captain English Course II
- 絵画モデル 古吉弘個展作品
- ＶＰ セイコーエプソン
- エコタレント「ASAP」エコ活動
- きもの青木 ホームページモデル

## 書籍

### 雑誌
- ユーニュー
- キッズデビュー
- かんたんゆびあみ（宝島社）
- ザ・テレビジョン（インタビュー「篠原美紀」）

## 音楽作品

### CD
販売元はすべてコロムビアミュージックエンタテインメント。
シングル
- 「ようこそSunnyday」ケント・フリック（1998年5月21日発売）
- 「銀河のフィールド」DOOPERS（2000年11月18日発売）

アルバム
- NHKフルーツサンデー（1997年8月21日発売、1997年度の楽曲）
- NHKフルーツサンデーII（1998年4月21日発売、1997年度の楽曲）
- NHKフルーツサンデー（1999年4月21日発売、1998年度の楽曲）
- NHKフルーツサンデー（2000年4月21日発売、1999年度の楽曲）